# Karapu
Karapu (Nepali करापु) ist ein Dorf und ein ehemaliges Village Development Committee (VDC) im Distrikt Lamjung der Verwaltungszone Gandaki in Zentral-Nepal.
Karapu liegt nördlich des Midim Khola in den südlichen Vorbergen des östlichen Annapurna Himal. Seit September 2015 gehört Karapu zur neu gegründeten Stadt Karaputar.

## Einwohner
Das VDC Karapu hatte bei der Volkszählung 2011 2127 Einwohner (davon 967 männlich) in 517 Haushalten.

## Dörfer und Weiler
Karapu besteht aus mehreren Dörfern und Weilern. 
Die wichtigsten sind:
- Karapu (1130 m ⊙)
- Shyauli Bazaar (530 m ⊙)